# NGC 7531
NGC 7531 este o galaxie situată în constelația Cocorul. A fost descoperită în 2 septembrie 1836 de către John Herschel. Se află la o distanță de 26,3 de megaparseci de Pământ.